# Pedraforca
Pedraforca es una montaña emblemática de Cataluña que se encuentra en la sierra del Cadí, dentro del área del Parque natural del Cadí-Moixeró, haciendo de límite entre las provincias de Barcelona y Lérida (en la comarca del Bergadá). Tiene una forma muy peculiar debido a sus dos cimas separadas por un gran collado. Su vista más conocida es la que se aprecia desde su vertiente oriental. La cima norte está compuesta por dos picos: el Pollegó Superior (2506 m) junto al Calderer (2505 m). La cima sur la conforma el Pollegó Inferior (2445 m). Las poblaciones más cercanas son Gósol y Saldes.
En 1982, fue declarado paraje natural de interés nacional por el Parlamento de Cataluña. Es una formación montañosa especialmente atractiva por su perfil en forma de U, peculiaridad que le da su nombre. Las palabras catalanas ‘pedra’ y ‘forca’ significan, respectivamente, ‘piedra’ y ‘horca’ en español.

## Descripción
La montaña tiene una forma peculiar, compuesta por dos crestas paralelas unidas por un cuello (la Enforcadura). La cresta superior, llamada Pollegó Superior, tiene una elevación de 2506,4 metros, mientras que el pico secundario, el Calderer, tiene 2496,4 metros de altura. La cresta de abajo, Pollegó Inferior tiene 2444,8 metros de altura, mientras que el punto más alto de Enforcadura se encuentra en 2356,2 metros. 

## Localización
El macizo de Pedraforca forma parte del Pre-pirineo, concretamente de la Sierra del Cadí. Está situado al noroeste de la comarca del Bergadá, entre la provincia de Barcelona y la de Lérida. Se puede acceder a él a través de la carretera B-400 que parte de Collet o por la C-563 que cruza Tuixén, Josá del Cadí y Gósol.

## Características geológicas

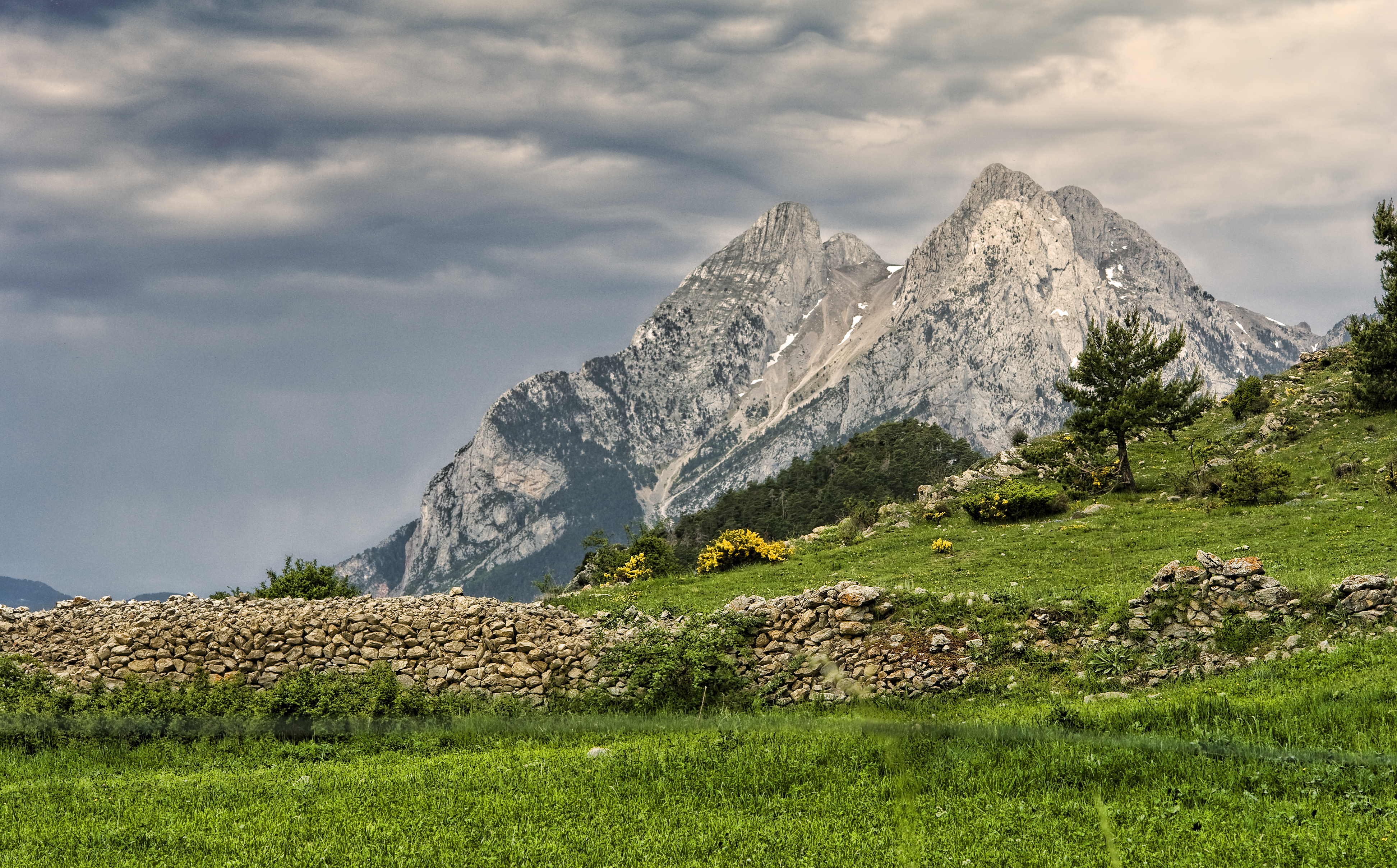
El macizo de Pedraforca

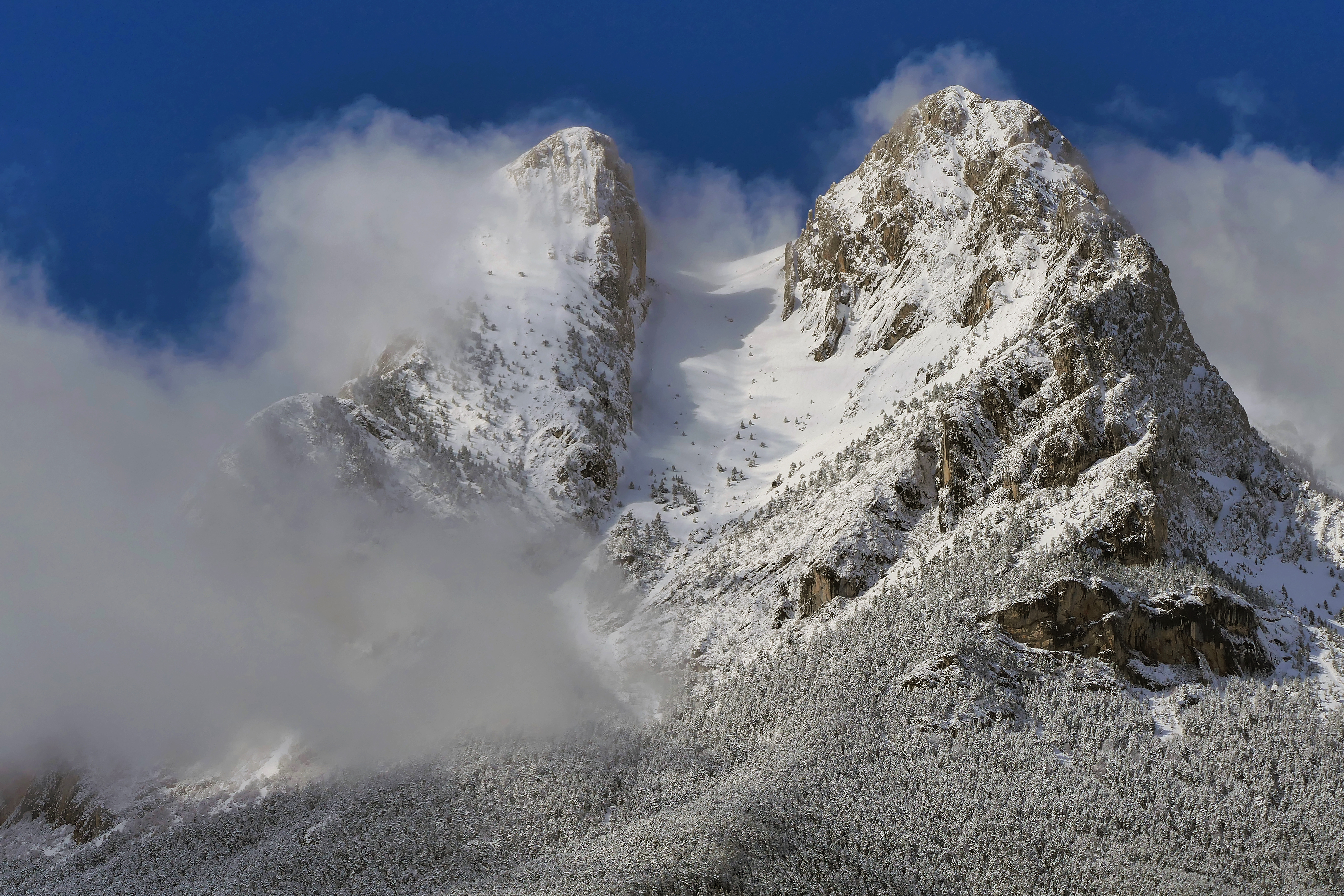
Pedraforca en invierno

La principal característica del macizo del Pedraforca es su complejidad geológica, de gran interés. En una zona de pocos kilómetros cuadrados, confluyen, de arriba abajo, el manto superior del Pedraforca, el manto inferior y el manto del Cadí, testigos del levantamiento del Pirineo durante la orogenia alpina. El manto superior consta de una serie formada por materiales del Keuper, el Jurásico, un espesor considerable de sedimentos del Cretácico inferior y algunos metros del Cretácico superior.
Se formó hace unos 25 millones de años. La erosión del viento y el agua le dio su forma actual en la cima, que está compuesta por materiales más sensibles a la erosión. Adicionalmente, los periodos de hielo y deshielo han desmenuzado progresivamente la roca, formando el famoso talud de la cara este (la Tartera).

## Excursionismo
Pedraforca es un destino habitual de los excursionistas. De las dos cimas, a la sur solo se puede acceder escalando. El pico de Calderer es el que visitan los excursionistas que ascienden la montaña a pie. Las principales vías de ascensión al Calderer son:
- Desde Gósol, por el camino de la Clota, el bosque de la Tossa y la Tartera.
- También desde Gósol, siguiendo el tramo de la GR-107 hasta la Font Terrers y siguiendo por Set-Fonts y el canal del Verdet.
- Desde el refugio Lluís Estasen, siguiendo también el camino del canal de Verdet.

### Escalada
La pared norte del Pollegó superior fue, desde el inicio del alpinismo, el objetivo principal de los escaladores locales. Así, a principios de siglo,  Lluís Estasen y otros compañeros fueron surcando las rutas más sencillas, como la brecha occidental del Pollegó inferior o el Canal Rojo y la vía de la Grallera al Pollegó superior.
La vía Estasen, abierta el 30 de junio de 1928, fue el punto de partida que abría la época del descubrimiento y realización de las vías de la muralla norte del Pollegó superior y de las paredes del Pollegó inferior. 
A partir de entonces, se irán abriendo más vías y cada generación plasmará las nuevas formas de entender la escalada con sus realizaciones. Actualmente, hay abiertas más de un centenar de vías repartidas principalmente entre la pared norte del Pollegó superior y la pared sur del Pollegó inferior. En la vertiente norte la escalada se debe aprovechar las abundantes fisuras, chimeneas y repisas, mientras que en la vertiente sur se trata sobre todo de escalada de placa sobre una roca compacta y adherente.